# Lotononis speciosa
Lotononis speciosa är en ärtväxtart som beskrevs av John Hutchinson. Lotononis speciosa ingår i släktet Lotononis och familjen ärtväxter. Inga underarter finns listade i Catalogue of Life.